# Mijamy się
Mijamy się – trzeci singel Sylwii Grzeszczak i Libera promujący ich album Ona i On (2009).

## Pozycje na listach przebojów
| Notowanie (2009)            | Najwyższa pozycja |
| --------------------------- | ----------------- |
| Poplista                    | 1                 |
| Szczecińska Lista Przebojów | 6                 |